# Espachstraße 2

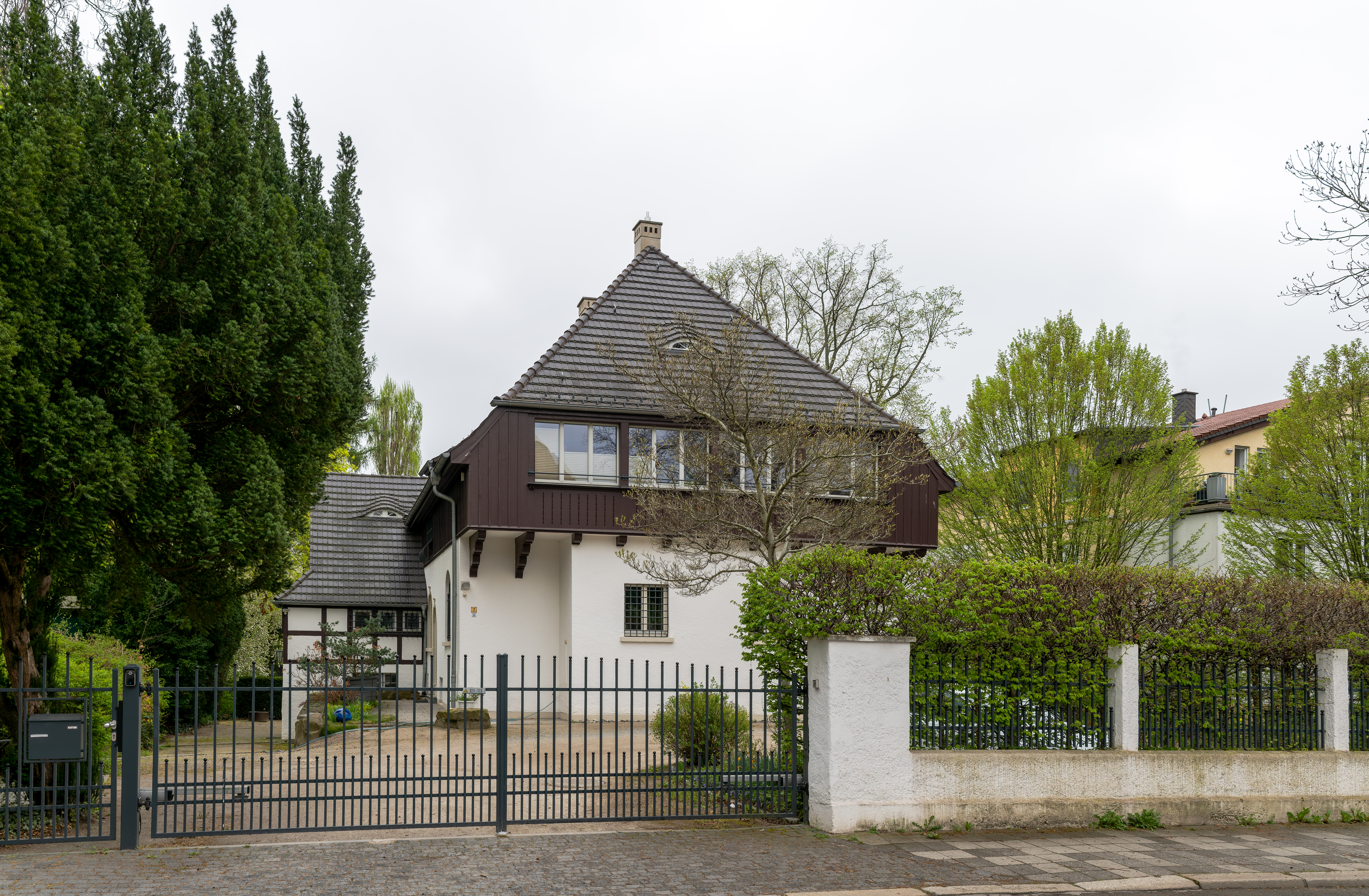
Espachstraße 2

Das Haus Espachstraße 2 in Erfurt ist eine denkmalgeschützte Villa im Landhausstil.
Der Erfurter Schuhfabrikant Wilhelm Ducké ließ sie nach dem Entwurf von Alfred Crienitz 1912/13 im Landhausstil errichten. Der Grundriss ist unregelmäßig und stark gegliedert. Ein Teil des Gebäudes ist Sichtfachwerk. Die meisten Teile sind verputztes Ziegelmauerwerk. Auf der Straßenseite besteht der Flügel im Obergeschoss aus Holz mit auffallend großen Fenstern. 

## Varia
Eine Villa im Landhausstil, die ebenfalls von Alfred Crienitz entworfen wurde, ist die für seinen Bruder Georg Ludwig Ducké in der Cranachstraße 42 in Weimar. Auch er war in Erfurt Schuhfabrikant.